# Hôtel Saint-Pol

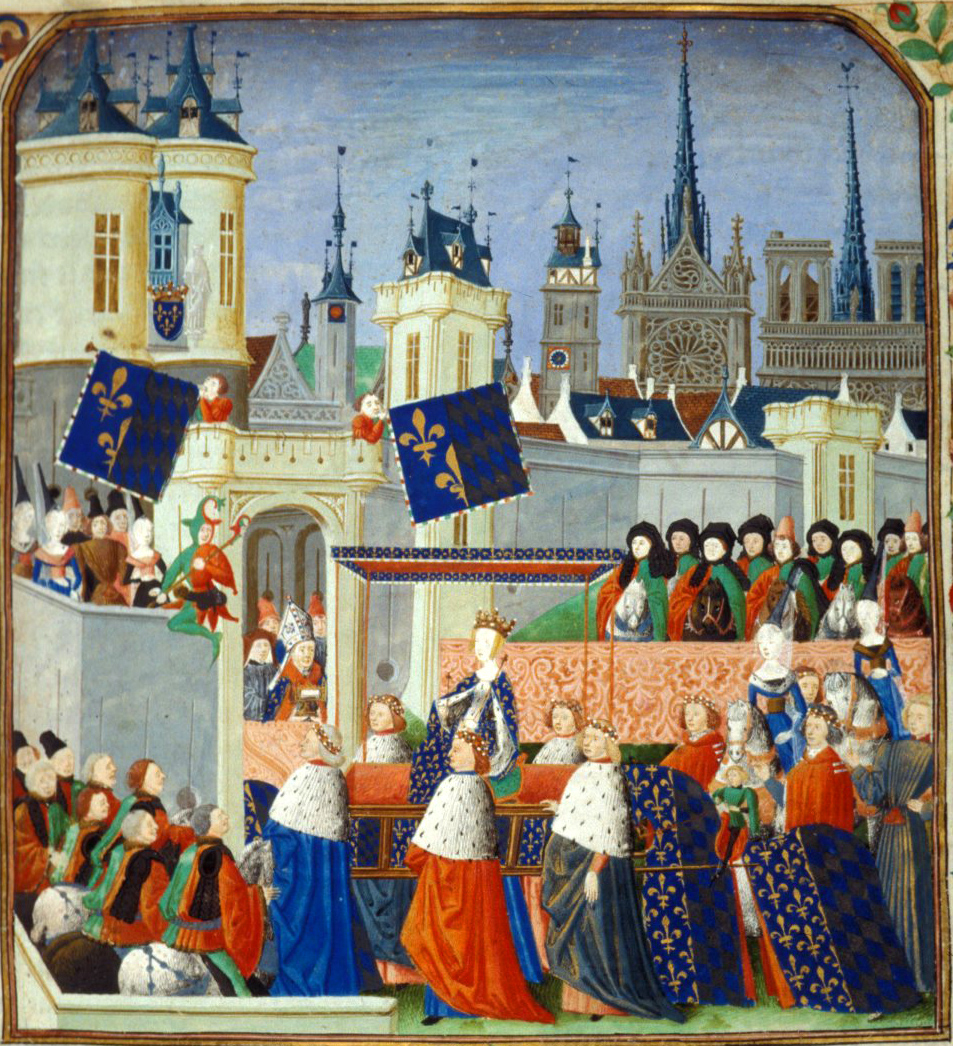
Entrée d'Isabeau de Bavière dans Paris

Hôtel Saint-Pol var ett slott i Paris i Frankrike.  Det var bostad för det franska kungahovet 1364-1435. 
Palatset uppfördes av kung Karl V mellan 1360 och 1364 för att tjäna som nytt residens åt det franska hovet och kungafamiljen efter invasionen av det förra kungaslottet Palais de la Cité av borgarna ledda av Étienne Marcel under upproret 1358. Palatset låg bland den bebyggelse som låg utanför Paris officiella stadsmur men väl skyddat av de befästningar som lång runt Paris. Det sågs som fördelaktigt utom räckhåll för innevånarna i Paris och stadens osunda klimat, som ofta härjades av pest. Det beskrivs som en modern palatsbyggnad snarare än en borg: det låg vid floden Seines strand och öppnade sig mot floden, och expanderade allteftersom fler hus längs stranden köptes och inkorporerades i slottet.  
Huset var centrum för det kungliga franska hovet under Karl V och Karl VI:s regeringstid mellan 1364 och 1422. Under denna tid var det centrum för ett alltmer sofistikerat hov; Karl VI:s hov beskrivs som den plats där den franska hovetiketten först utvecklades, och en rad kända händelser ägde rum här under denna tid. Karl VI avled på Hôtel Saint-Pol år 1422. Efter hans död var slottet bostad åt hans änka drottning Isabella av Bayern, som levde där under engelsmännens ockupation av Paris.  
Sedan Isabella av Bayern avlidit 1435 lämnades slottet att förfalla. När Karl VII återtog Paris från engelsmännen 1436 valde han att bosätta sig i Hôtel des Tournelles, men under resten av 1400-talet föredrog kungarna vanligen att bo på slott utanför Paris och fick en fast Parisbostad först i början av 1500-talet, när de började bo på Louvren. Hôtel Saint-Pol styckades upp i mindre bostäder åt tjänare vid hovet och förföll. Det revs slutligen av Frans I av Frankrike under 1500-talet. 